# Provinz Cauquenes
Die Provinz Cauquenes (spanisch Provincia de Cauquenes) ist eine Provinz in der chilenischen Región del Maule. Die Hauptstadt ist Cauquenes, in der ungefähr zwei Drittel der Einwohner der Provinz leben.

## Geographie
Die Provinz Cauquenes liegt im Südwesten der Región del Maule und grenzt im Norden an die Provinz Talca, im Westen an den Pazifik, im Süden an die Provinz Itata in der Región de Ñuble sowie im Osten an die Provinz Linares.

## Geschichte
1786 wurde der Partido de Cauquenes in der Intendencia de Concepción gebildet. Als am 30. August 1826 die Provinz Maule gegründet wurde, wurde Cauquenes zur Hauptstadt bestimmt. Gleichzeitig wurde die Delegación de Cauquenes gegründet. 1833 wurde der Departamento de Cauquenes gegründet. In den 1970er Jahren wurde die heutige Provinz Cauquenes gebildet.

## Gemeinden
Die Provinz Cauquenes gliedert sich in drei Gemeinden:
- Cauquenes
- Chanco
- Pelluhue